# Вулька-Подлесьна
Вулька-Подлесьна (пол. Wólka Podleśna) — село в Польщі, у гміні Тшебовнисько Ряшівського повіту Підкарпатського воєводства.
Населення — 1493 особи (2011).
У 1975-1998 роках село належало до Ряшівського воєводства.

## Демографія
Демографічна структура станом на 31 березня 2011 року:
|          | Загалом | Допрацездатний вік | Працездатний вік | Постпрацездатний вік |
| -------- | ------- | ------------------ | ---------------- | -------------------- |
| Чоловіки | 755     | 207                | 495              | 53                   |
| Жінки    | 738     | 189                | 424              | 125                  |
| Разом    | 1493    | 396                | 919              | 178                  |